# Lúcio Semprônio Mérula Auspicato
Lúcio Semprônio Mérula Auspicato (em latim: Lucius Sempronius Merula Auspicatus) foi um senador romano nomeado cônsul sufecto para o nundínio de julho a agosto de 121 com Marco Estatório Segundo. 